# In the Mood
In the Mood is een jazzstandard, geschreven door Wingy Manone, Andy Razaf en Joe Garland. De bekendste opname van het nummer is afkomstig van het orkest van Glenn Miller, dat het op 15 september 1939 als single uitbracht.

## Achtergrond

### Arrangement
In the Mood begint met een stuk gespeeld op de saxofoon, dat gebaseerd is op herhaalde arpeggio's. Ook wordt er gebruik gemaakt van trompetten en trombones. Het arrangement kent twee solo's: een "tenorgevecht" en een trompetsolo van zestien maten. Vervolgens is een coda te horen en het nummer eindigt met een rimshot.

### Vroege versies
In the Mood is gearrangeerd door Joe Garland en is gebaseerd op een al bestaande melodie. Andy Razaf schreef een tekst bij deze melodie. Het hoofdthema met herhaalde arpeggios verscheen voor het eerst onder de titel Tar Paper Stomp, geschreven door trompettist Wingy Manone. Manone nam dit nummer op 28 augustus 1930 op en bracht het uit onder de naam Barbecue Joe and his Hot Dogs. In 1935 werd het opnieuw uitgebracht door zijn orkest. Dit nummer was de basis voor veel andere nummers, waaronder Hot and Anxious van Fletcher Henderson (geschreven door zijn broer Horace).
Aangezien Tar Paper Stomp nergens op papier beschreven stond en daardoor niet auteursrechtelijk beschermd was, kon iedereen een variatie op dit nummer opnemen. Manone liet de gelijkenissen tussen zijn lied en In the Mood horen aan Garland en de muziekuitgeverij. Op 6 november 1941 werd Tar Paper Stomp uiteindelijk auteursrechtelijk beschermd.
In 1938 werd In the Mood voor het eerst opgenomen door het orkest van Edgar Hayes. Garland was in deze opname ook te horen. Het werd uitgebracht op de B-kant van hun single Stardust. De riff in dit nummer was in 1935 al te horen in There's Rhythm in Harlem van de Mills Blue Rhythm Band, eveneens geschreven door Garland. In 1938 verkocht Garland het nummer aan Artie Shaw, die het nooit opnam aangezien het originele arrangement te lang was, maar hij speelde het wel live. Het publiek liep echter niet warm voor deze versie, die meer dan zes minuten duurde. De versie van Hayes duurde daarentegen iets meer dan drie minuten.

### Versie van Glenn Miller
In 1939 verkocht Garland In the Mood aan Glenn Miller. Miller experimenteerde met het arrangement, hoewel de schrijver van het uiteindelijke arrangement niet bekend is. Wel is bekend dat pianist Chummy MacGregor betrokken was bij dit arrangement; zo zou hij verantwoordelijk zijn geweest voor een aantal solo's en de uiteindelijke coda.
De muzikanten op de versie van In the Mood door Miller zijn trombonisten Al Mastren en Paul Tanner, trompettisten Clyde Hurley, Legh Knowles en Dale McMickle, klarinettist Wilbur Schwartz, altsaxofonist Hal McIntyre, tenorsaxofonisten Tex Beneke, Al Klink en Harold Tennyson, pianist Chummy MacGregor, gitarist Richard Fisher, contrabassist Rowland Bundock en drummer Moe Purtill.
In the Mood kende in de versie van Miller het meeste succes. Zo werd het in 1983 opgenomen in de Grammy Hall of Fame. In 1999 werd het door National Public Radio opgenomen in hun lijst "De 100 belangrijkste Amerikaanse muzikale werken uit de twintigste eeuw". In 2004 werd het opgenomen in de National Recording Registry, een lijst van geluidsopnamen die "cultureel, historisch of esthetisch belangrijk zijn en/of het leven in de Verenigde Staten informeren of weergeven".
In 1972 werd In the Mood in Nederland en België opnieuw als single uitgebracht. In Nederland kwam het tot de vijftiende plaats in zowel de Top 40 en de Daverende Dertig, terwijl de single in Vlaanderen tot plaats 23 in de voorloper van de Ultratop 50 kwam.

### Latere opnames
In februari 1944 werd de opname van In the Mood door Miller uit 1939 uitgebracht als V-Disc, een serie van opnamen die tijdens de Tweede Wereldoorlog naar overzeese Amerikaanse soldaten werden gestuurd. Een tweede versie, opgenomen door Glenn Miller's Overseas Band in 1945, werd in mei 1948 uitgebracht. Een andere opname van Glenn Miller in samenwerking met de American Band of the Allied Expeditionary Forces werd in 1944 in Duitsland uitgezonden door het radioprogramma The Wehrmacht Hour.
In 1944 was In the Mood niet nieuw in Europa; in april 1940 werd een versie door Teddy Stauffer uitgebracht, en in februari 1941 kwam een opname door Ernst van 't Hoff uit. In 1951 werd het nummer gespeeld door een Ferranti Mark 1 aan de Universiteit van Manchester. Dit was een van de eerste nummers die ooit door een computer werden gespeeld, en is tevens de oudste bekende opname van digitaal opgenomen muziek.
In 1959 werd In the Mood in de versie van het orkest van Ernie Fields een grote hit in de Amerikaanse Billboard Hot 100, waarin het op de vierde plaats piekte. In 1977 kwam een noveltyversie van het Henhouse Five Plus Too, een project van Ray Stevens, tot de negentiende plaats in de Verenigde Staten. In 1983 kwam het nummer voor in de medley Stars on 45 Proudly Presents The Star Sisters van het project Stars on 45 in samenwerking met The Star Sisters, dat een nummer 1-hit werd in Nederland en Vlaanderen. In 1989 werd het nummer prominent gebruikt door Jive Bunny & The Mastermixers als onderdeel van hun medley Swing the Mood, een nummer 1-hit in onder meer het Verenigd Koninkrijk, Nederland en Vlaanderen.
Dit deuntje is ook te horen bij de aanval met het vliegtuigje in Bassie & Adriaan: De Diamant.

## Hitnoteringen
Alle noteringen zijn behaald door de versie van Glenn Miller and his Orchestra.

### Nederlandse Top 40
| Hitnotering: 05-08-1972 t/m 16-09-1972 | Hitnotering: 05-08-1972 t/m 16-09-1972 | Hitnotering: 05-08-1972 t/m 16-09-1972 | Hitnotering: 05-08-1972 t/m 16-09-1972 | Hitnotering: 05-08-1972 t/m 16-09-1972 | Hitnotering: 05-08-1972 t/m 16-09-1972 | Hitnotering: 05-08-1972 t/m 16-09-1972 | Hitnotering: 05-08-1972 t/m 16-09-1972 | Hitnotering: 05-08-1972 t/m 16-09-1972 |
| Week                                   | 1                                      | 2                                      | 3                                      | 4                                      | 5                                      | 6                                      | 7                                      |                                        |
| -------------------------------------- | -------------------------------------- | -------------------------------------- | -------------------------------------- | -------------------------------------- | -------------------------------------- | -------------------------------------- | -------------------------------------- | -------------------------------------- |
| Positie                                | 22                                     | 15                                     | 15                                     | 25                                     | 36                                     | 37                                     | 40                                     | uit                                    |

### Daverende Dertig
| Hitnotering: 12-08-1972 t/m 26-08-1972 | Hitnotering: 12-08-1972 t/m 26-08-1972 | Hitnotering: 12-08-1972 t/m 26-08-1972 | Hitnotering: 12-08-1972 t/m 26-08-1972 | Hitnotering: 12-08-1972 t/m 26-08-1972 |
| Week                                   | 1                                      | 2                                      | 3                                      |                                        |
| -------------------------------------- | -------------------------------------- | -------------------------------------- | -------------------------------------- | -------------------------------------- |
| Positie                                | 21                                     | 15                                     | 15                                     | uit                                    |

### NPO Radio 2 Top 2000
| Nummer met noteringen in de NPO Radio 2 Top 2000 | '99 | '00  | '01  | '02  | '03 | '04  | '05  | '06 | '07  | '08  | '09  | '10  | '11  | '12  | '13  |
| ------------------------------------------------ | --- | ---- | ---- | ---- | --- | ---- | ---- | --- | ---- | ---- | ---- | ---- | ---- | ---- | ---- |
| In the Mood                                      | 455 | 1034 | 1874 | 1018 | 600 | 1393 | 1284 | 846 | 1299 | 1013 | 1658 | 1807 | 1705 | 1893 | 1929 |

1. ↑  Een vetgedrukt getal geeft de hoogste notering aan.
2. ↑  Deze tabel is bijgewerkt tot en met de meest recente editie (2024).